# Dutch Open 1958
Die Dutch Open 1958 im Badminton fanden vom 8. bis zum 9. Februar 1958 im Krelagehuis in Haarlem statt.

## Finalergebnisse
| Disziplin    | Sieger                     | Finalist                      | Ergebnis     |
| ------------ | -------------------------- | ----------------------------- | ------------ |
| Herreneinzel | Ferry Sonneville           | Erland Kops                   | 15-3, 15-8   |
| Dameneinzel  | Iris Rogers                | June Timperley                | 11-4, 11-8   |
| Herrendoppel | Erland Kops Jørgen Hageman | Arne Rasmussen Oon Chong Jin  | 15-11, 15-4  |
| Damendoppel  | June Timperley Iris Rogers | Inger Kjærgaard Agnete Friis  | 15-5, 15-5   |
| Mixed        | Hugh Findlay Iris Rogers   | John Timperley June Timperley | 15-12, 15-12 |